# Симитли
Симитлѝ е град в Югозападна България. Той се намира в област Благоевград и е в близост до град Благоевград. Градът е административен център на община Симитли. По данни на ГРАО към 15 септември 2023 година в града живеят 6823 души по настоящ адрес и 7270 души по постоянен адрес.

## География
Град Симитли е разположен на 16 km южно от областния център Благоевград, на 50 km северно от град Сандански, на 66 km от Петрич и на 116 km от столицата София. Намира се в Симитлийската котловина в полите на планините Рила, Пирин и Влахина. Река Струма го разделя на две части – същинския град Симитли и квартал Ораново. Тук Струма приема Градевската река. От изток е заграден от западните склонове на Рила и Пирин, а от запад – от Влахина. На 25 km от град Симитли във Влахина планина се намира скалният феномен Коматински скали.

## История
Симитли е старо селище и средище на редица села от едноименната котловина. Два са факторите за развитието на селището: Единият е наличието на двадесет минерални извора с температура от 56 до 60 °C, с общ дебит 720 l/min. В миналото водата се е използвала за битови нужди, но от 30 години на миналия век насам изворите са каптирани за новопостроената баня и за отопление на оранжерии. Другият важен фактор е ключовото географско положение, което селището заема между долините на реките Струма и Места.
Симитли за първи път се споменава през XV век като село Баня, a през XVI век като Симитлу. Според някои краеведи името на града произлиза от бялото хлебче симид, за други обаче наименованието идва от средищното местоположение на селището, а именно Симен, което значи център.
През XIX век Симитли е село със смесено население, числящо се към Горноджумайската кааза.
В 1891 година Георги Стрезов пише за Симитли:
| „ | Симитлия, на Ю. от Джумая 4 часа път от десния бряг на Струма, на равнище. Сред селото минува друм от Джумая за Мелник-Сяр-Солун. В Симитлия расте най-добър по цялата околия тютюн, какъвто излиза само в Железница. В селото има няколко ханища. Къщи 230, всички помаци. Ураново, село 4 часа далеч от града. Селянете са земледелци; правят хубаво вино и пипер. Църква, в която се чете славенски. 200 къщи българе. | “ |

Към 1900 година според статистиката на Васил Кънчов („Македония. Етнография и статистика“) населението на село Симитлий брои общо 820 души, от които 780 българи мохамедани и 40 цигани, а в по-късно присъединения към Симитли Симитлийски чифлик има 135 жители, всички българи мохамедани.
По време на Балканската война близо до селото се води бой между Седма пехотна рилска дивизия и османски войски. След Междусъюзническата война в 1913 година Симитли остава в България. Мюсюлманското му население се изселва изцяло и според Димитър Гаджанов към 1916 година селото е в руини. След войните тук се заселват много македонски българи бежанци, както и жители от околните села Сухострел, Докатичево, Тросково, Градево и други. В миналото Симитли изнасял дървен материал от Рила и Пирин. Към 1934 година Симитли и Ораново заедно са имали около 2200 жители, през 1946 година достигат 2918 жители, през 1992 година – 7466 жители, през 1997 година – 7684 жители.
Църквата „Рождество Богородично“ е построена в 1923 година.
В 1943 година името Симитли е заменено от Изворите, но в 1945 година е възстановено. В 1964 година Симитли е обявено за селище от градски тип. На следната 1965 година е присъединено Ораново, а на 29 август 1969 година Симитли става град.

## Население
Численост на населението според преброяванията през годините:
| \| Година на преброяване \| Численост \| \| --------------------- \| --------- \| \| 1934 \| 2158 \| \| 1946 \| 2918 \| \| 1956 \| 3817 \| \| 1965 \| 5089 \| \| 1975 \| 6525 \| \| 1985 \| 7103 \| \| 1992 \| 7466 \| \| 2001 \| 7154 \| \| 2011 \| 6674 \| \| 2021 \| 6397 \| |           |
| Година на преброяване | Численост |
| 1934 | 2158      |
| 1946 | 2918      |
| 1956 | 3817      |
| 1965 | 5089      |
| 1975 | 6525      |
| 1985 | 7103      |
| 1992 | 7466      |
| 2001 | 7154      |
| 2011 | 6674      |
| 2021 | 6397      |

Етническият състав към 2011 година включва 4177 българи и 387 цигани.

## Икономика
Важен фактор за развитието на селището е кръстопътното му положение на жп линия, на шосейната магистрала София-Благоевград-Солун-Атина и на стария път от Малашево-Сухострел-Разлог за Гоце Делчев.
Симитли е промишлен град на въгледобив от мина „Ораново“ – симитлийския басейн. Наблизо е мина „Пирин“ в Брежани, откъдето по въжена линия въглищата се доставят на гара Симитли. Има дървообработващо предприятие, което произвежда богат асортимент дъски от иглолистен и широколистен материал, минни траверси, шперплат, амбалаж – рамки, каси, щайги, кафези, варен бук и букова паркетина. Симитли е седалище на горско стопанство, но дървесина се доставя и от горските стопанства в Разлог, Кресна, Катунци и др. Добиват се и редки метали. В Симитли работят предприятия за трикотаж, огледала, шейни, фураж, пелети, камини, захарни и сладки изделия, части за пречиствателни станции и др.
В селата на общината има малко предприятие за метални изделия – с. Черниче, и обувна фабрика – с. Крупник. Тези села нарастват и почти се сливат със Симитли. Тук е развито тютюнопроизводството, отглеждат се овощия (праскови, сливи, ябълки), зеленчуци, лозя. Развива се животновъдството – говедовъдство и овцевъдство с млечно направление.
Симитли е благоустроен. Изместена е главната шосейна магистрала от гъсто заселеното деснопобрежие на р. Струма и гаровия промишлен район по левопобрежието през квартал Ораново.

## Редовни събития
На 8 септември (Малка Богородица) се провежда традиционен събор, на който се изявяват самодейни състави от общината.
През месец януари се провежда традиционен кукерски фестивал.

## Култура
В град Симитли има Образцово народно читалище „Свети Климент Охридски – 1922“ и действаща библиотека, която разполага с два отдела. Книжният фонд на библиотеката наброява 27 625 тома литература.
- Народно читалище „Свети Климент Охридски-1922“
- Изглед към Симитли
- Емблематичната за града чешмичка Щъркелите
- Част от градската градинка
- Градски пазар
- Паметникът „Лъвчето“ в двора на църквата „Рождество Богородично“
- Паметник „100 години свобода“ – Симитли
- Букви с името на града

## Личности
Сред известните симитлийци са революционерът Яне Маламов (1865 – 1925), математикът Юлиан Ревалски (р. 1956) и артистът Николай Кимчев (р. 1952). От Симитли е и българската шампионка по вдигане на тежести Гергана Кирилова.

## Други
Морският нос Симитли на остров Ръгед в Антарктика е наименуван в чест на града.
В Симитли съществуват два Фолклорни танцови ансамбъла – „Веселие“ и ансамбълът към читалище „Свети Климент Охридски“.